# Brody Stevens
Steven James Brody (Los Angeles, Califòrnia, Estats Units, 22 de maig de 1970 – Los Angeles, Califòrnia, 22 de febrer de 2019), conegut professionalment com a Brody Stevens, fou un comediant i actor estatunidenc. Va protagonitzar la sèrie de Comedy Central Brody Stevens: Enjoy It!, i va ser conegut per aparicions en Chelsea Lately i altres espectacles de comèdia, així com petits papers en pel·lícules com The Hangover (2009) i Due Date (2010). La seva última actuació va ser el divendres 22 de febrer 2019, al teatre Sunset Strip, al West Hollywood. Stevens també era un conegut fanàtic del beisbol, i va arribar a jugar a l'equip d'Arizona State University, però es va fer una lesió al colze i es va haver de retirar.

## Mort
El 22 de febrer de 2019, Stevens va ser trobat penjat a la seva casa de Los Angeles a causa d'un aparent suïcidi. Tenia 48 anys. Stevens havia tingut en els passat problemes de salut mental i, de fet, el 2011 va haver de ser hospitalitzat després de tenir un episodi bipolar.

## Filmografia
| Any       | Títol                                                   | Paper                                    | Notes              |
| --------- | ------------------------------------------------------- | ---------------------------------------- | ------------------ |
| 1999      | Late Night with Conan O'Brien                           | Desconegut                               | Sèrie de televisió |
| 2000      | Knights of the Heights                                  | Bull                                     | Curtmetratge       |
| 2000      | Road to Park City                                       | Brody Stevens                            | Pel·lícula         |
| 2000–2003 | The Late Late Show with Craig Kilborn                   | Stand-up / Brody Stevens / Sketch        | Sèrie de televisió |
| 2001      | Premium Blend                                           | Ell mateix                               | Sèrie de televisió |
| 2001      | Late Friday                                             | Ell mateix                               | Sèrie de televisió |
| 2002      | Meet My Folks                                           | Delivery Guy                             | Sèrie de televisió |
| 2002      | The Best Damn Sports Show Period                        | Sketch                                   | Sèrie de televisió |
| 2003      | Jimmy Kimmel Live!                                      | Publicitari                              | Sèrie de televisió |
| 2005      | Sarah Silverman: Jesus Is Magic                         | Agent jueu                               | Sèrie de televisió |
| 2006      | Attack of the Show!                                     | Osama                                    | Sèrie de televisió |
| 2007      | Tim and Eric Nite Live!                                 | Oncle Vance                              | Sèrie de televisió |
| 2007      | I'll Believe You                                        | Eldon Endicott, the Hoagie guy           | Pel·lícula         |
| 2007      | Stupidface                                              | desconegut                               | Sèrie de televisió |
| 2007      | That's My Daughter                                      | Hunky Trainer / Rival Gang Leader        | Sèrie de televisió |
| 2008      | Gaytown                                                 | Major Stevens                            | Sèrie de televisió |
| 2008      | Comedy Gumbo                                            | Hank Kern                                | Sèrie web          |
| 2008      | Blind Ambition                                          | Dona anunciant                           | Pel·lícula         |
| 2009      | Tosh.0                                                  | Ell mateix                               | Sèrie de televisió |
| 2009      | All-Stars                                               | Brody                                    | Sèrie de televisió |
| 2009      | The Hangover                                            | Oficial Foltz                            | Pel·lícula         |
| 2009      | Kicking Sand in Your Face                               | 7/11 Guy                                 | Curtmetratge       |
| 2009–2012 | Chelsea Lately                                          | Ell mateix                               | Sèrie de televisió |
| 2010      | I Am Comic                                              | Ell mateix                               | Documental         |
| 2010      | Due Date                                                | Limo Driver                              | Pel·lícula         |
| 2010      | Cubed                                                   | Oficial de policia                       | Sèrie de televisió |
| 2010      | Funny or Die Presents                                   | Anunciant                                | Sèrie de televisió |
| 2010      | Ed Hardy Boyz: The Case of the Missing Sick Belt Buckle | Affliction D-bag                         | Sèrie de televisió |
| 2011      | Tosh.0                                                  | Sportscaster                             | Sèrie de televisió |
| 2011      | Childrens Hospital                                      | Pare                                     | TV series          |
| 2011      | The Hangover Part II                                    | Kingsley Guy                             | Pel·lícula         |
| 2011      | Mad                                                     | Policia / Gossip Girl Baby / Teddy (veu) | Sèrie de televisió |
| 2012      | Couchers                                                | The Legally Dead Guy                     | Sèrie web          |
| 2012      | First Look: Ultimate Teaser Trailer                     | Trailer Actor                            | Curtmetratge       |
| 2012      | Alone Up There                                          | Ell mateix                               | Documental         |
| 2012      | The Burn with Jeff Ross                                 | Ell mateix                               | Sèrie de televisió |
| 2012      | Conan                                                   | Ell mateix                               | Sèrie de televisió |
| 2012      | The Naughty Show                                        | Ell mateix                               | Sèrie de televisió |
| 2012–2015 | Comedy Bang! Bang!                                      | Referencee / Referee                     | Sèrie de televisió |
| 2013      | The Ben Show                                            | Ell mateix                               | Sèrie de televisió |
| 2013–2014 | Brody Stevens: Enjoy It!                                | Ell mateix                               | Sèrie de televisió |
| 2013–2014 | Kroll Show                                              | Steven Dykstra / Lance "Lactic Acid"     | Sèrie de televisió |
| 2014      | Tom Green Live                                          | Ell mateix                               | Sèrie de televisió |
| 2014      | Morgan Murphy: Irish Goodbye                            | Anunciant                                | Comèdia especial   |
| 2014      | The Meltdown with Jonah and Kumail                      | Ell mateix                               | Sèrie de televisió |
| 2014      | The Playboy Morning Show                                | Ell mateix                               | Sèrie de televisió |
| 2014      | Last Call with Carson Daly                              | Ell mateix                               | Sèrie de televisió |
| 2014      | @midnight                                               | Ell mateix                               | Sèrie de televisió |
| 2014      | The Half Hour                                           | Ell mateix                               | Sèrie de televisió |
| 2015      | Adventure Time                                          | Guardià de la muntanya (veu)             | Sèrie de televisió |
| 2016      | Those Who Can't                                         | Union President Tarkington               | Sèrie de televisió |
| 2017      | Do You Want to See a Dead Body?                         | Brody                                    | Sèrie de televisió |
| 2018      | American Dad!                                           | Cura (veu)                               | Sèrie de televisió |